# کریگسفلد
کریگسفلد (به آلمانی: Kriegsfeld) یک شهر در آلمان است که در دنرسبرگکرایس واقع شده‌است. کریگسفلد ۱٬۰۹۸ نفر جمعیت دارد.